# The Great American Cowboy
The Great American Cowboy é um filme-documentário estadunidense de 1973 dirigido e escrito por Kieth Merrill e Douglas Kent Hall. Venceu o Oscar de melhor documentário de longa-metragem na edição de 1974.

## Elenco
- Joel McCrea - Narrador